# Entreprise de travail adapté
 (avril 2017).
Si vous disposez d'ouvrages ou d'articles de référence ou si vous connaissez des sites web de qualité traitant du thème abordé ici, merci de compléter l'article en donnant les références utiles à sa vérifiabilité et en les liant à la section « Notes et références ».
Pour les articles homonymes, voir ETA (homonymie).

L'atelier protégé ou "l'usine" de l'hôpital de Borocourt.

Une entreprise de travail adapté (ETA) est, en Belgique francophone, une entreprise d'économie sociale dont la spécificité est de proposer un emploi à titre temporaire ou à long terme prioritairement à des travailleurs handicapés. Ce type d'entreprise prend en compte des conditions particulières qui permettent une activité professionnelle adaptée.
Les ETA (anciennement dénommées : Ateliers protégés), sont actives dans des domaines variés allant de la production de biens au secteur des services. Leurs productions concernent tous les types d’activités, de l'agriculture ou l’artisanat aux techniques de pointe en passant par la manutention, l’assemblage, le nettoyage et la restauration.
Bien que la majorité d’entre elles fonctionnent en sous-traitance pour des entreprises clientes, certaines sont autonomes et maîtrisent globalement les processus de production, de la conception à la commercialisation.
En Belgique francophone, l'agrégation des ETA dépend du niveau régional qui détermine les conditions en fonction desquelles elles sont subventionnées. Les travailleurs handicapés qui y sont employés, touchent un salaire qui ne peut être inférieur au revenu minimum moyen.
Le principal défi auquel sont confrontées les ETA est de concilier les finalités sociales, que sont la promotion sociale et l'intégration par le travail de la personne handicapée, en lui permettant de jouer son rôle dans la société et l'économie, tout en  répondant aux impératifs de rentabilité de plus en plus pressants. Contrairement aux entreprises « classiques », l'objectif des ETA n’est pas le profit, mais l'adaptation du travail à l’homme.